# Bulthaup
Bulthaup est un fabricant allemand de meubles de cuisine dont le siège se trouve à Aich, qui fait partie de la commune de Landshut située en Basse-Bavière.

## Histoire

### Création

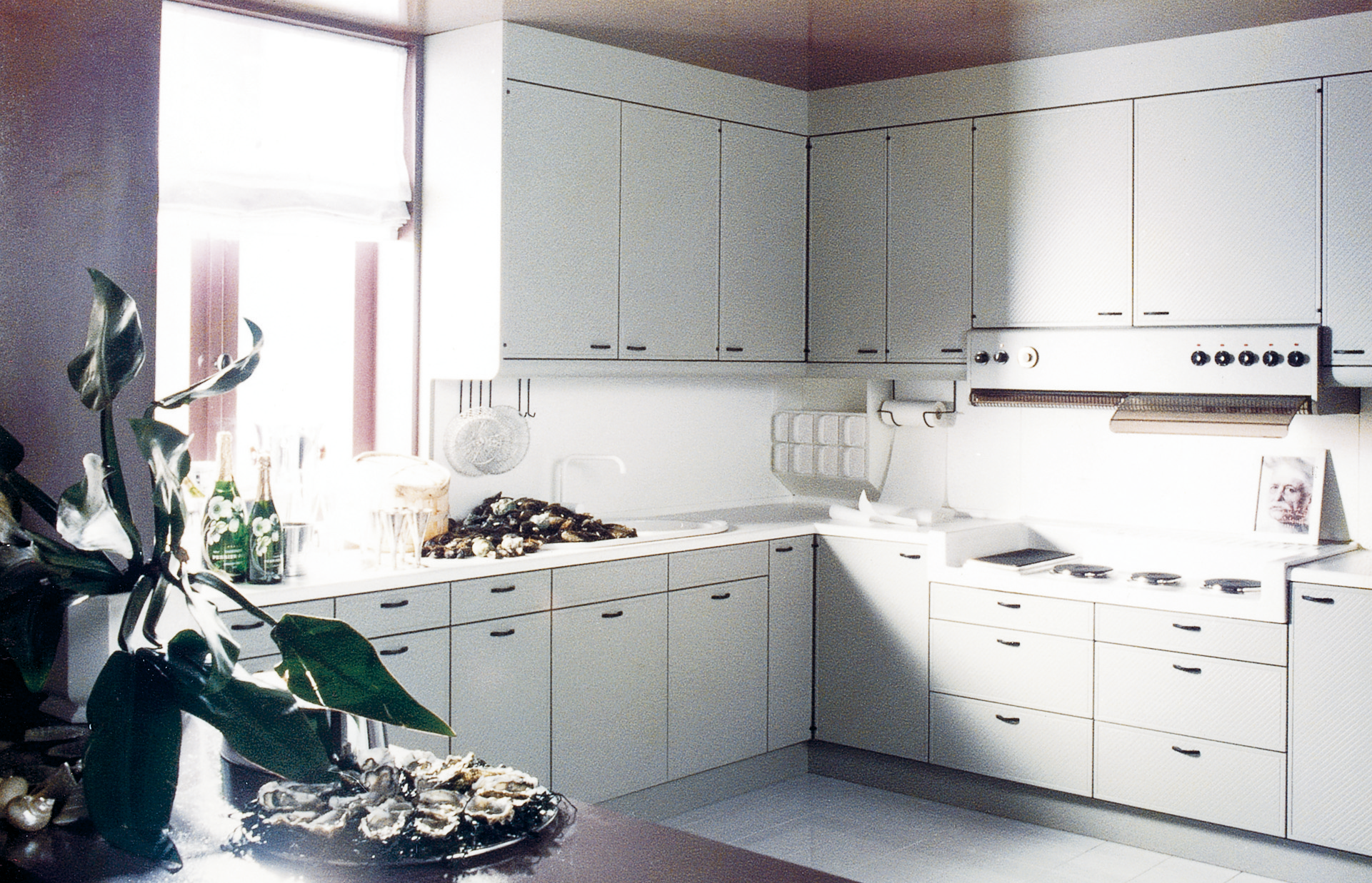
Bulthaup Concept 12 (1974).

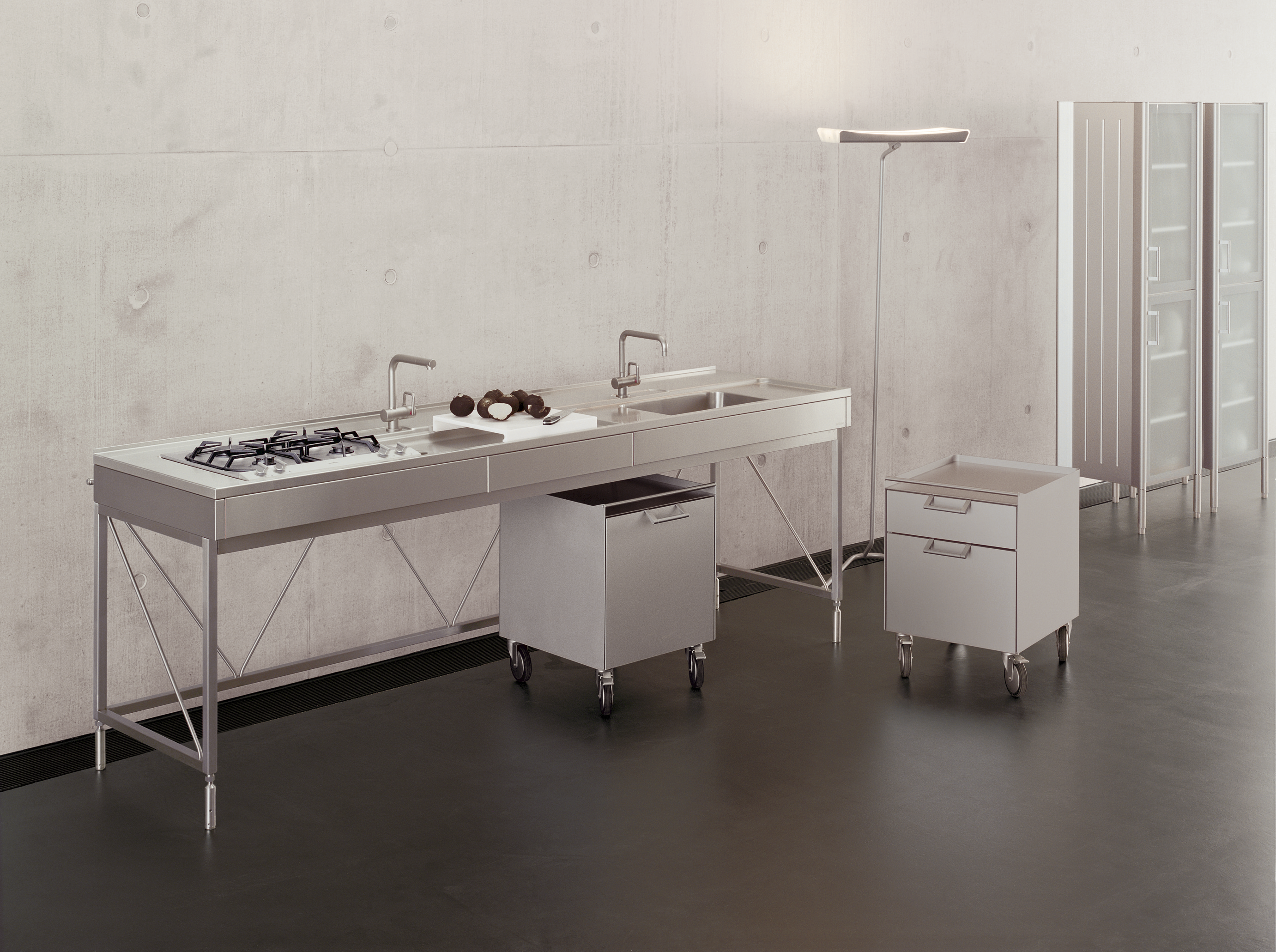
Bulthaup Küchenwerkbank (1988), et Bulthaup System 20 meubles.

Originaire de Westphalie orientale, Martin Bulthaup crée en 1949 la Martin Bulthaup Möbelfabrik à Bodenkirchen, dans la commune de Landshut. Il se lance dans la production de meubles de cuisine en 1951. Son premier produit est un buffet de cuisine avec des rideaux cousus à la main. En 1963, il inaugure une usine à Bodenkirchen et en 1966, il développe les installations de production en inaugurant un autre site à Neumarkt-Sankt Veit. Martin Bulthaup introduit la chaîne de production dans ses exploitations. 
À la fin des années 1960, l'entreprise réalise un chiffre d'affaires d'environ cent millions de Deutsche Mark. L’exportation vers les pays de l'ex-CEE débute à partir de 1973. En 1969, Bulthaup propose à la vente la gamme de produits « Stil 75 ». En 1974, Bulthaup propose à la vente le modèle de cuisine « Concept 12 » (aussi : « c12 »). Grâce à une trame de 12 cm, celui-ci permet une planification flexible.
En 1978, l'entreprise est reprise par Gerd Bulthaup, le fils du fondateur de l'entreprise. La construction d'un nouveau site de production à Aich a entraîné le regroupement des différents secteurs de l'entreprise.

### Collaboration avec Otl Aicher
En 1980, Bulthaup conclut un contrat de collaboration avec le concepteur Otl Aicher. En 1982, il publie le livre Die Küche zum Kochen (« La cuisine pour la cuisson »). La même année, le programme de meubles de cuisine « System B », inspiré des analyses d'Aicher, est publié. En 1988, la société propose à la vente la « Küchenwerkbank » (« Établi de cuisine ») : un mélange de coin cuisine en acier inoxydable, d'évier et de surface de travail. Elle reprend les éléments de conception des cuisines professionnelles, et est récompensée par plusieurs prix de design.

### Années 1990

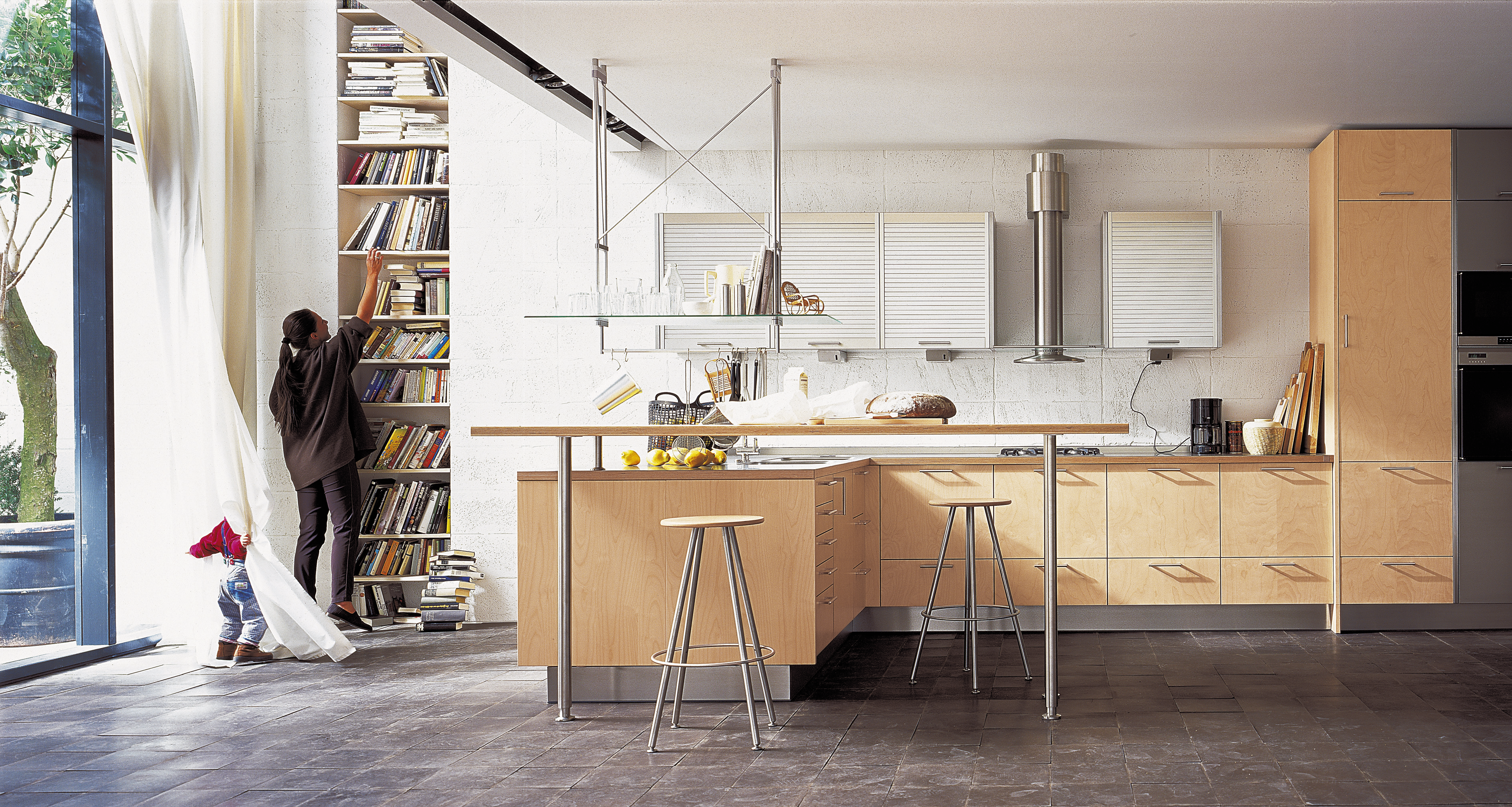
Bulthaup System 25 avec extracteur Bulthaup et Duktus meubles (1992).

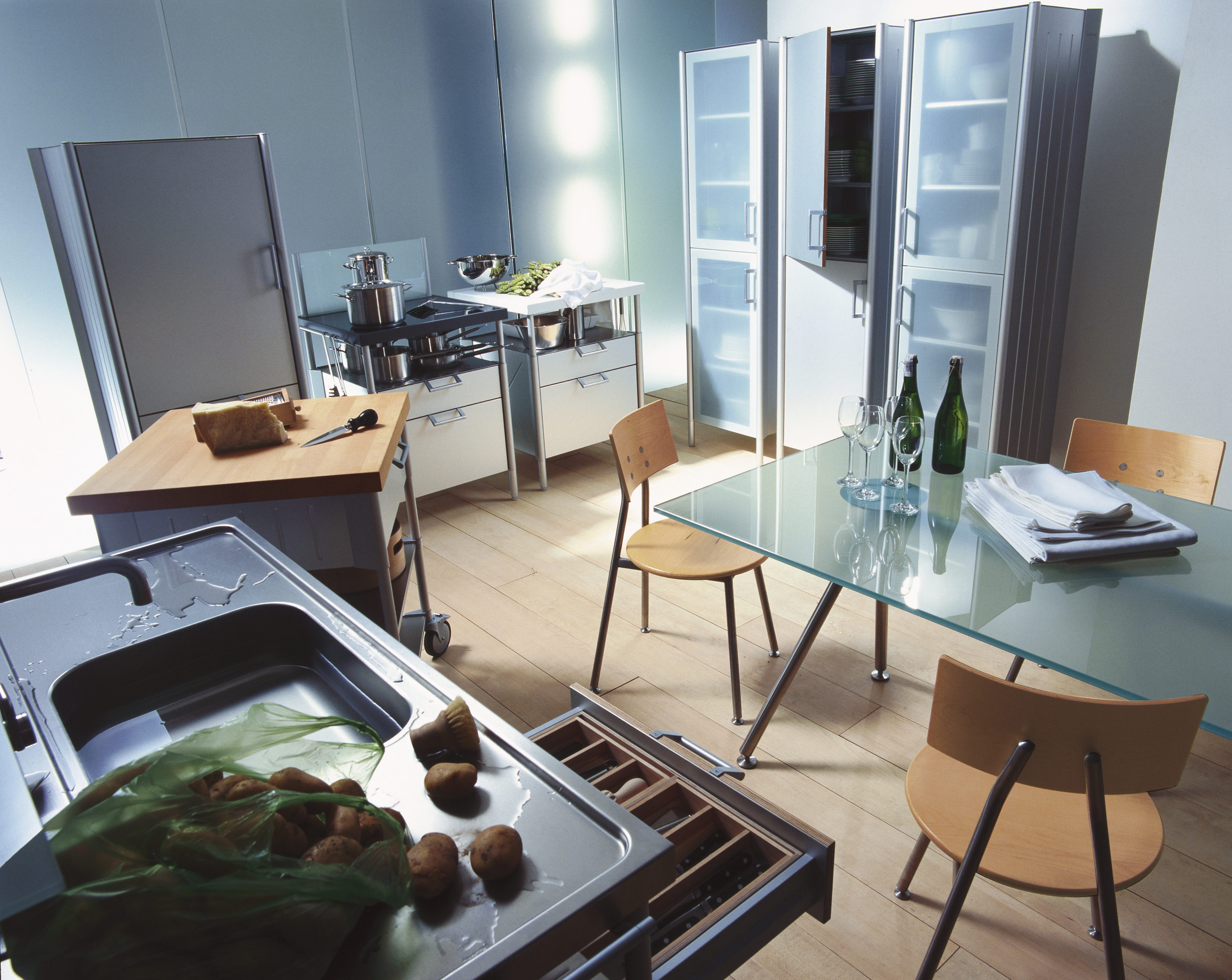
Bulthaup System 20 (1997).

En 1992, Bulthaup propose à la vente la gamme de produits « System 25 ». Par sa structure modulaire et un grand nombre de différents éléments, celle-ci permet une planification flexible. La désignation de produit « System 25 » se base sur la trame tridimensionnelle de 25x25x25 mm. Différentes arêtes et surfaces permettent de concevoir les éléments selon leur utilité. Les zones particulièrement utilisées peuvent être fabriquées en acier inoxydable et peuvent être combinées avec des surfaces en verre, bois et laminé.
Le nouvel extracteur Bulthaup se basait sur la forme et les fonctionnalités des cuisines professionnelles. Les systèmes de sièges « Korpus » et « Duktus » ont également été développés et distribués. 
En 1997, le système mobile « System 20 » est proposé à la vente. Celui-ci comprend des conteneurs à roulettes et des éléments amovibles. Ceux-ci peuvent être associés indépendamment et également placés totalement librement dans la pièce, selon la disponibilité des raccordements hydrauliques et électriques.

### À partir de 2000
En 2002, Gerd Bluthaup s'est retiré de la direction de l'entreprise. Après des gérants externes, en 2010, c'est à nouveau un membre de la famille, Marc O. Eckert, qui a repris la direction de l'entreprise.
En 2004, le magazine de consommateurs allemand Öko-Test analyse la salubrité des matières et adhésifs utilisés pour la production de meubles. Les fabricants Bulthaup et Poggenpohl se voient décerner la note « satisfaisant ».

### Licenciements en 2010
En mars 2010, l'entreprise replace dans une société d'occupation et de qualification ou licencie 114 collaborateurs (sur un effectif total de 550). Au terme d'un an et demi de chômage partiel, les employés ont dû quitter l'entreprise après une période de reformation et d'encadrement de neuf mois, mais ont reçu jusque-là une rémunération égale à 80 % de leur salaire net précédent.

## Informations économiques
Le chiffre d'affaires s'élève à environ 120 millions d'euros[Quand ?][réf. nécessaire]. Environ 80 % de ce chiffre d'affaires résulte des exportations. 

## Produits

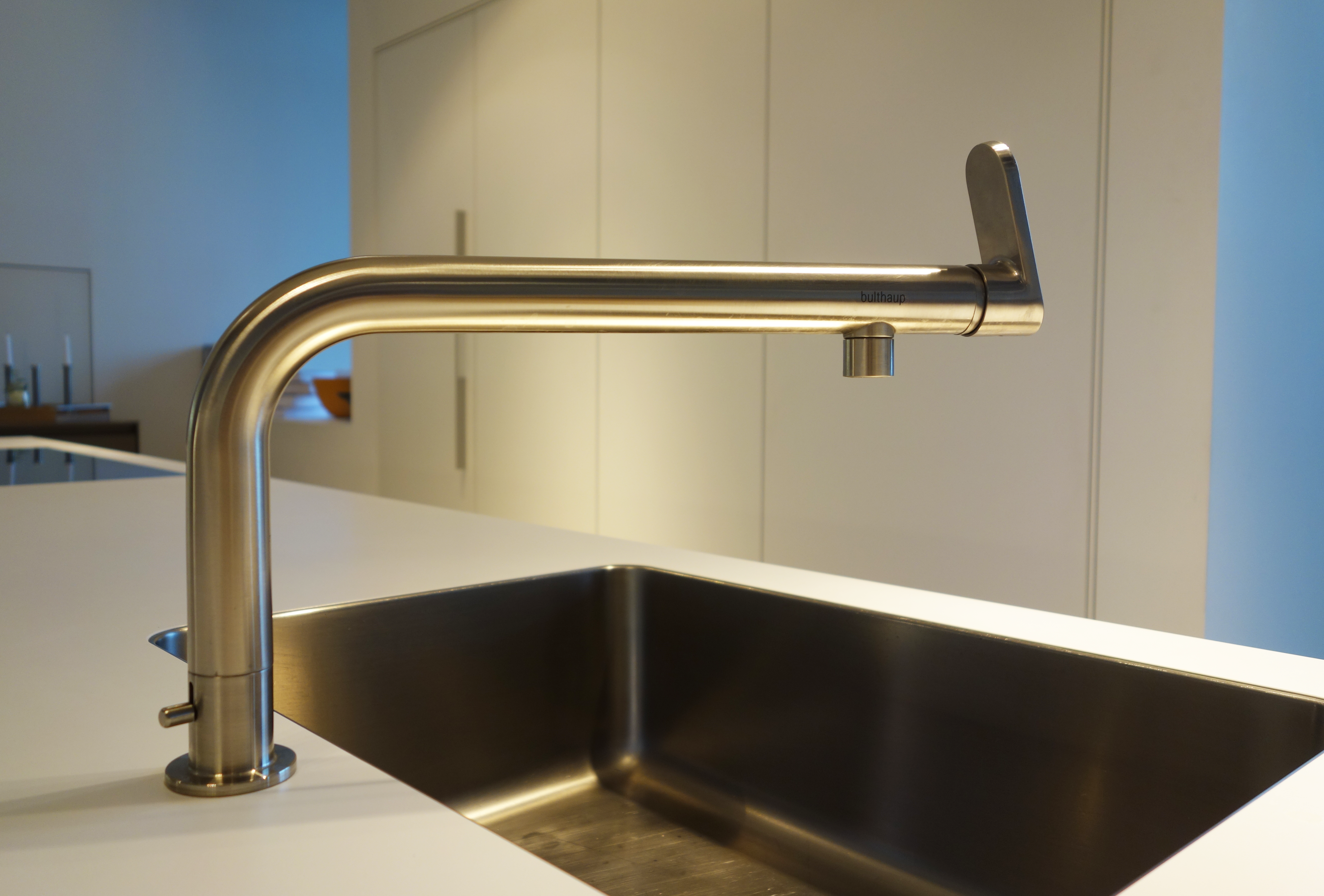
Robinet Bulthaup (2014).

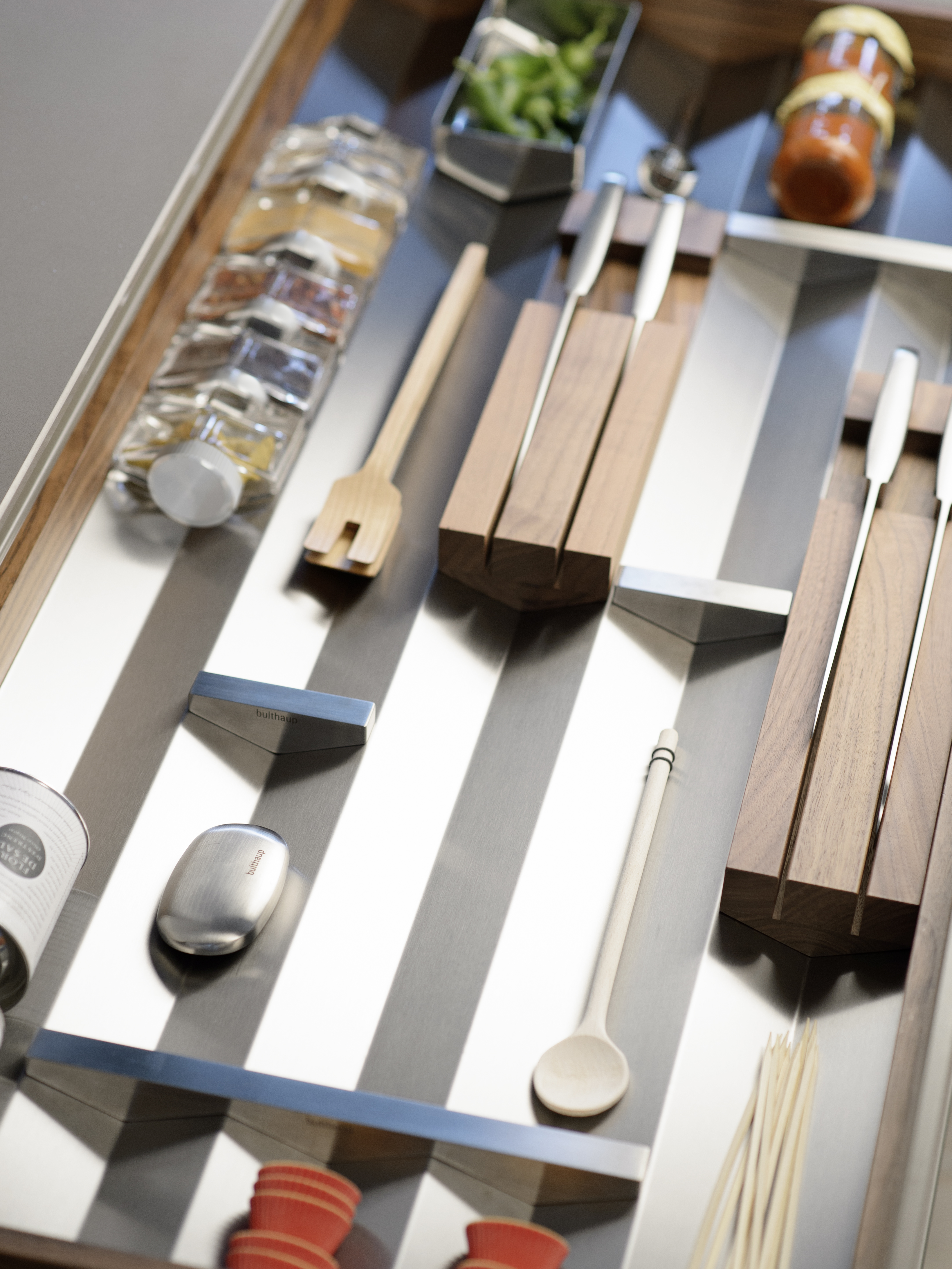
Tiroir de Bulthaup b3 avec le système intérieur (2014).

En 2014, Bulthaup propose trois gammes de produits : b1, b2 et b3.

### Bulthaup b1: Commercialisation arrêtée fin 2022.
La b1 est une cuisine épurée. Les portes et les tiroirs ne comportent pas de poignées. Par rapport à la Bulthaup b3, le choix des surfaces, espaces de travail et armoires est réduit,.
La b1 n'est pas fabriquée sur le site principal à Aich/Bodenkirchen. Pour des raisons de capacités, la production a lieu auprès d'un autre producteur de meubles allemand.

### Bulthaup b2
La b2 est issue de l'évolution de l'« Atelier de cuisine » d'Otl Aicher. Elle est constituée de deux armoires pouvant accueillir de la vaisselle et des appareils intégrés comme un frigo, un lave-vaisselle et un four. Le « point d'eau » et la zone de cuisine se trouvent sur le « banc ». L'équipement intérieur des armoires et du banc est aménagé de façon modulaire.

### Bulthaup b3
La caractéristique principale de la b3 est la paroi placée devant la véritable paroi et faisant office de base de support pour les appareils et les meubles de cuisine. La paroi multifonction ne porte pas seulement les meubles de cuisine et les appareils. Les jointures placées le long du mur permettent d'accrocher des couteaux, des supports pour rouleaux de papier et des étagères. De plus, des box pliants offrent un espace de rangement supplémentaire.

### Meubles et articles de cuisine
La gamme de la marque Bulthaup comprend d'autres articles, dont des tables, des bancs, des hottes, des robinets, des éléments d'éclairage et des accessoires pour les cuisines privées.

## Distribution

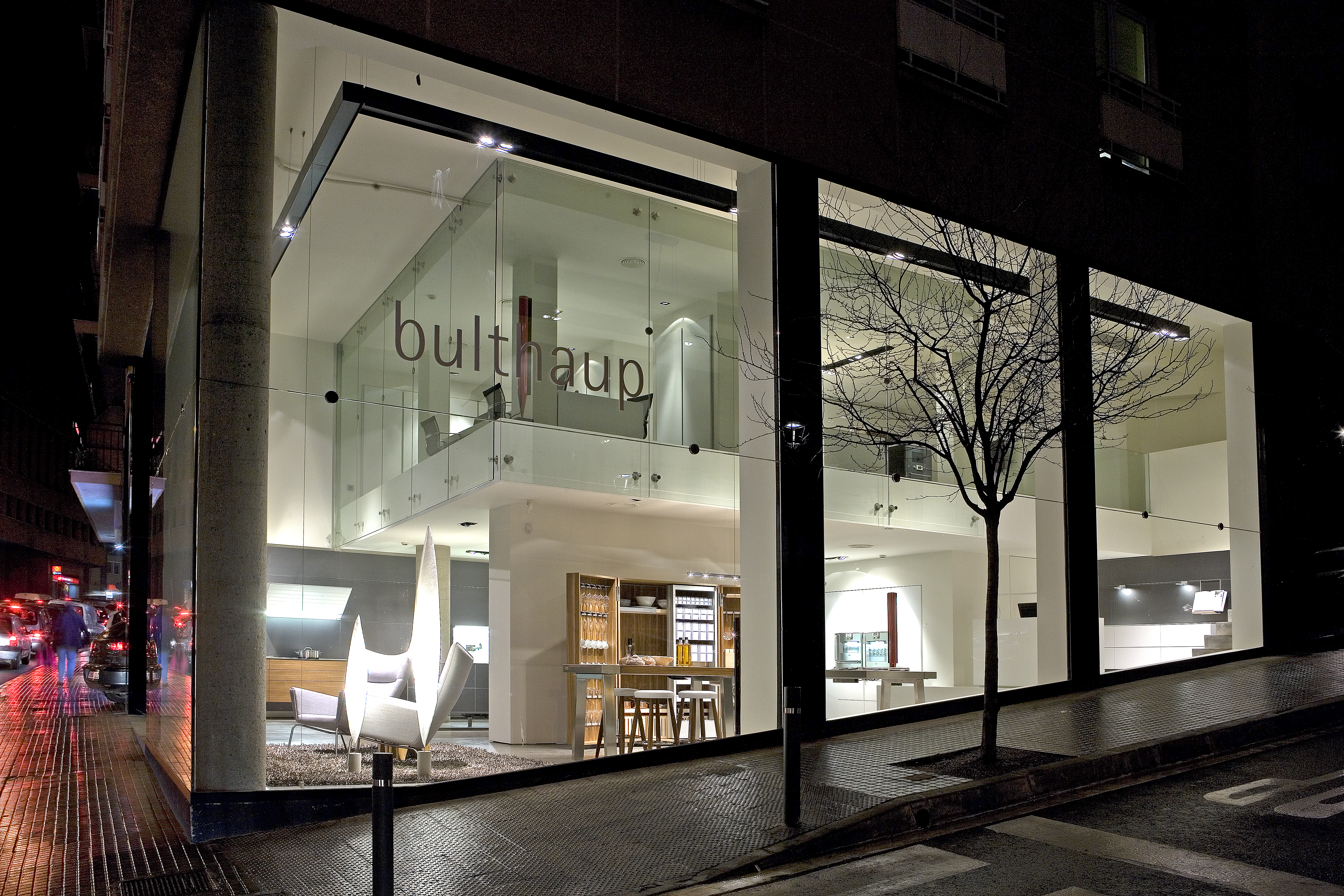
Bulthaup Showroom (2014).

À l'international, il existe 500 partenaires commerciaux qui sont des entreprises indépendantes partenaires.[Quand ?][réf. nécessaire] Bulthaup a des filiales en Grande-Bretagne, France, Italie, Espagne, Pays-Bas, Suisse, Hong Kong, et aux États-Unis.